# 科斯莫鎮區 (內布拉斯加州卡尼縣)
科斯莫鎮區（英語：Cosmo Township）是位於美國內布拉斯加州卡尼縣的一個行政鎮區。

## 地方資料
科斯莫鎮區的面積為93.73平方千米，當中陸地面積為93.71平方千米，而水域面積為0.02平方千米。根據2020年美國人口普查的數據，當地共有人口95人，而人口密度為每平方千米1.01人。